# Ampelisca agassizi
Ampelisca agassizi är en kräftdjursart som först beskrevs av Judd 1896.  Ampelisca agassizi ingår i släktet Ampelisca och familjen Ampeliscidae. Inga underarter finns listade i Catalogue of Life.